# Behringer
Behringer is een Duits bedrijf dat elektronische muziek- en audioapparatuur produceert. Het hoofdkantoor is gevestigd in Willich, Duitsland.

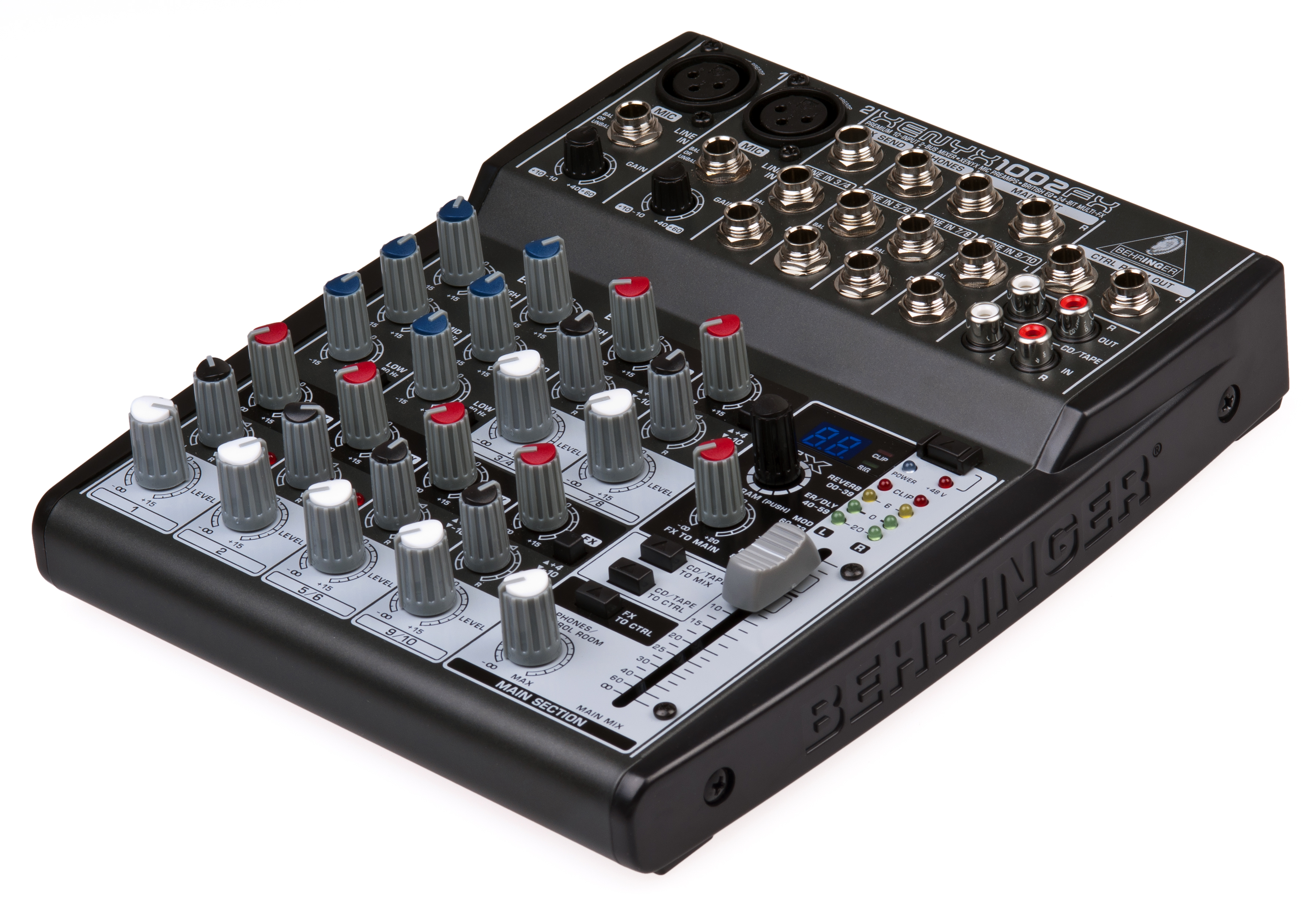
Xenyx 1002FX

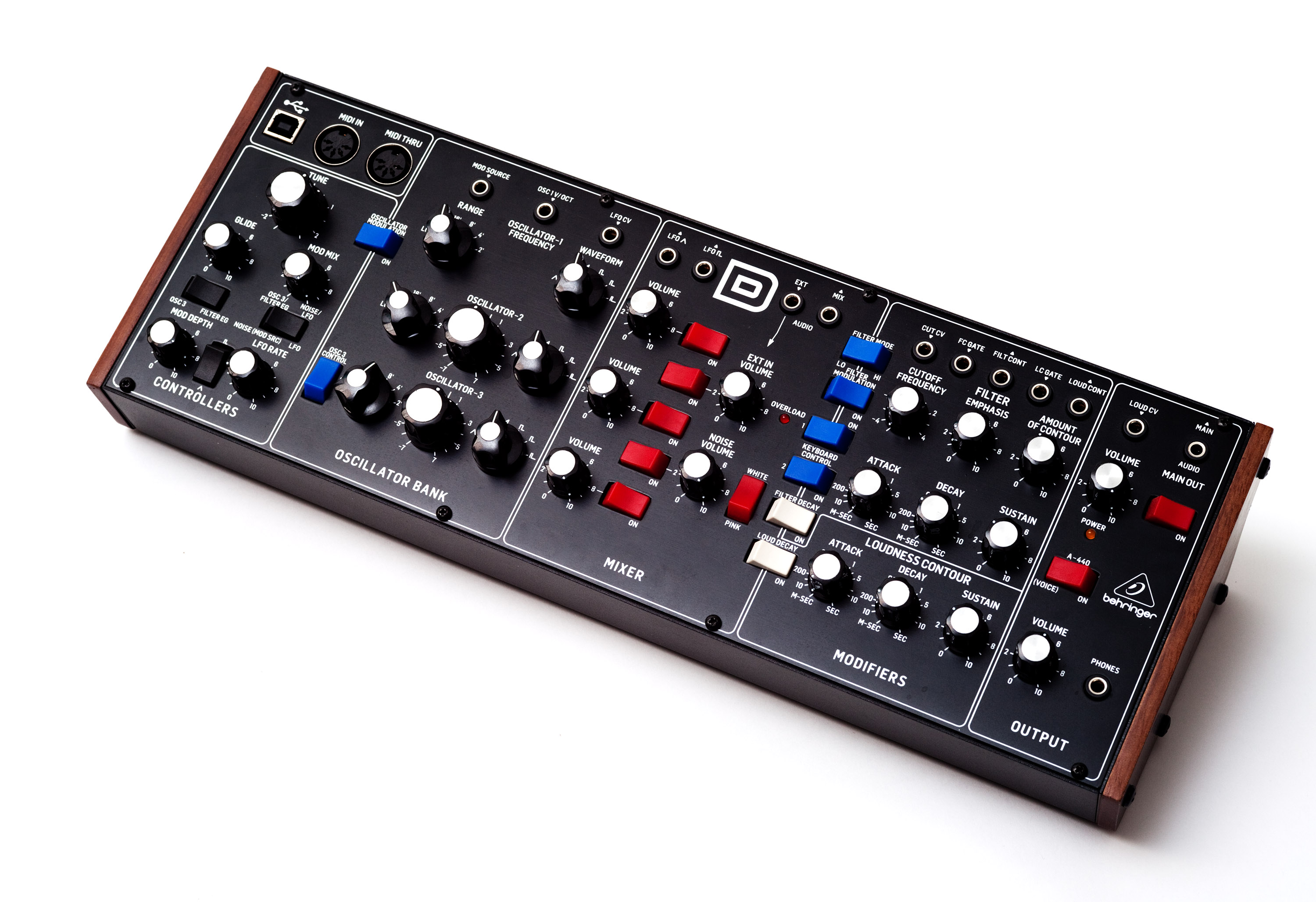
Model D

## Beschrijving
Het bedrijf werd opgericht op 25 januari 1989 door de Zwitserse Uli Behringer. Het ging zelf producten produceren in Duitsland, en importeerde vooral de elektronische componenten uit China om hiermee de kosten te drukken.
In 1989 richtte Behringer ook een holding op onder de naam Music Group. Deze naam werd eind 2017 hernoemd naar Music Tribe. Deze holdingfirma is eigenaar van de handelsnamen Behringer, Cool Audio, Midas, Turbosound, TC Electronic, TC-Helicon, Tannoy, Klark Teknik, Lab.gruppen en Aston Microphones.
In 2016 kwam Behringer met zijn eerste commerciële synthesizers, de Deepmind 12 en Deepmind 6. Korte tijd later werd ook de Deepmind 12D gelanceerd. Het ontwerp was hierbij geïnspireerd door de Roland Juno-106. De volgende synthesizermodellen van het bedrijf waren de Neutron en Crave uit 2019. Meer modellen kwamen in opvolgende jaren uit.
Moederbedrijf Music Tribe ging in 2021 een samenwerking aan met de Amerikaanse retailer Sweetwater, voor de distributie en klantenservice van de producten van Behringer. Het bedrijf wil hiermee minder eigen winkels bezitten, om zo kosten te besparen.

## Producten
Behringer produceert onder meer synthesizers, mengpanelen, audiointerfaces, effectpedalen, opname- en dj-apparatuur, versterkers en lichtapparatuur.
Een selectie synthesizers van het bedrijf:
- Deepmind 12, Deepmind 6, Deepmind 12D (2016)
- recreaties van klassieke synthesizers (2018)
  - Roland TB-303, Korg Monopoly, ARP 2600, Roland TR-808 en Sequential Circuits Prophet-600
- Neutron, Crave (2019)
- Model D (2019)
- Poly D (2020)